# Södra Hillösjön
Södra Hillösjön är en sjö i Alvesta kommun i Småland och ingår i Mörrumsåns huvudavrinningsområde.